# 大具足蟲
大具足蟲（學名：Bathynomus doederleinii，日文名：／ Ōgusokumushi），又名道氏具足蟲、道氏深水蝨、道氏深水虱，是節肢動物門等足目漂水蝨科下的一種海洋甲殼類動物，主要分布在日本本州以南附近的深海，深度150-600米深，在日本作為有名的可食用的甲殼類動物，味道類似蝦子、螃蟹。

## 分類
大具足蟲於1880年由德國動物學家路德維希·海因里希·菲利普·多德林在日本採集，並於1894年由阿诺德·爱德华·欧特曼描述。種小名是由採集者的名字來命名。

## 外部連結
- A. Ortmann (1894年),Proceedings of the Academy of Natural Sciences of Philadelphia 46: 191-193.
- Bathynomus doederleinii-Japanese wiki) （页面存档备份，存于）（日語）